# Ayuntamiento de Murcia
El Ayuntamiento de Murcia es el órgano encargado del gobierno y administración del municipio de Murcia, situado en la Región de Murcia, España. Está presidido por el alcalde. En 2023 ocupa dicho cargo José Ballesta Germán, del PP.

## Alcaldes
| Periodo   | Nombre                                                            | Partido                                                                                           |
| --------- | ----------------------------------------------------------------- | ------------------------------------------------------------------------------------------------- |
| 1979-1983 | José María Aroca Ruiz-Funes                                       | Partido Socialista de la Región de Murcia (PSRM-PSOE)                                             |
| 1983-1987 | Antonio Bódalo Santoyo                                            | Partido Socialista de la Región de Murcia (PSRM-PSOE)                                             |
| 1987-1991 | José Méndez Espino                                                | Partido Socialista de la Región de Murcia (PSRM-PSOE)                                             |
| 1991-1995 | José Méndez Espino                                                | Partido Socialista de la Región de Murcia (PSRM-PSOE)                                             |
| 1995-1999 | Miguel Ángel Cámara Botía                                         | Partido Popular de la Región de Murcia (PP)                                                       |
| 1999-2003 | Miguel Ángel Cámara Botía                                         | Partido Popular de la Región de Murcia (PP)                                                       |
| 2003-2007 | Miguel Ángel Cámara Botía                                         | Partido Popular de la Región de Murcia (PP)                                                       |
| 2007-2011 | Miguel Ángel Cámara Botía                                         | Partido Popular de la Región de Murcia (PP)                                                       |
| 2011-2015 | Miguel Ángel Cámara Botía                                         | Partido Popular de la Región de Murcia (PP)                                                       |
| 2015-2019 | José Ballesta Germán                                              | Partido Popular de la Región de Murcia (PP)                                                       |
| 2019-2023 | José Ballesta Germán (2019-2021) José Antonio Serrano (2021-2023) | Partido Popular de la Región de Murcia (PP) Partido Socialista de la Región de Murcia (PSRM-PSOE) |
| 2023-act. | José Ballesta Germán                                              | Partido Popular de la Región de Murcia (PP)                                                       |

## Pleno
| Partido político | Partido político                                                    | 2023   | 2019   | 2015   | 2011   | 2007   | 2003   | 1999   | 1995   | 1991   | 1987   | 1983   | 1979   |
| Partido político | Partido político                                                    | Ediles | Ediles | Ediles | Ediles | Ediles | Ediles | Ediles | Ediles | Ediles | Ediles | Ediles | Ediles |
|                  | Partido Popular de la Región de Murcia (PP)-Alianza Popular (AP)    | 15     | 11     | 12     | 19     | 19     | 19     | 18     | 18     | 13     | 10     | 11     | 0      |
|                  | Partido Socialista de la Región de Murcia (PSRM-PSOE)               | 8      | 9      | 6      | 6      | 9      | 10     | 9      | 7      | 13     | 12     | 14     | 13     |
|                  | Vox                                                                 | 6      | 3      | 0      | —      | —      | —      | —      | —      | —      | —      | —      | —      |
|                  | Podemos-Es Ahora Murcia-Equo                                        | 0      | 2      | 3      | 3      | —      | —      | —      | —      | —      | —      | —      | —      |
|                  | Ciudadanos (CS)                                                     | 0      | 4      | 5      | —      | —      | —      | —      | —      | —      | —      | —      | —      |
|                  | Izquierda Unida (IU)-Partido Comunista de España (PCE)              | Pod.   | 0      | 3      | 2      | 1      | 0      | 2      | 4      | 3      | 2      | 2      | 2      |
|                  | Unión Progreso y Democracia (UPyD)                                  | —      | —      | 0      | 2      | —      | —      | —      | —      | —      | —      | —      | —      |
|                  | Unión de Centro Democrático (UCD)-Centro Democrático y Social (CDS) | —      | —      | —      | —      | —      | —      | —      | —      | 0      | 5      | —      | 12     |

## Resultados electorales
| Partido político                                      | 2023        | 2023        | 2023        | 2019  | 2019   | 2019       | 2015  | 2015   | 2015       | 2011  | 2011    | 2011       | 2007  | 2007    | 2007       |
| Partido político                                      | %           | Votos       | Concejales  | %     | Votos  | Concejales | %     | Votos  | Concejales | %     | Votos   | Concejales | %     | Votos   | Concejales |
| Partido Popular de la Región de Murcia (PP)           | 45,35       | 98 904      | 15          | 34,92 | 72 612 | 11         | 37,56 | 75 837 | 12         | 60,71 | 123 052 | 19         | 61,28 | 122 213 | 19         |
| Partido Socialista de la Región de Murcia (PSRM-PSOE) | 24,32       | 53 037      | 8           | 28,89 | 60 066 | 9          | 19,59 | 39 552 | 6          | 19,48 | 39 489  | 6          | 21,71 | 59 255  | 9          |
| Vox                                                   | 18,74       | 40 879      | 6           | 10,17 | 21 154 | 3          | 1,25  | 2529   | 0          | —     | —       | —          | —     | —       | —          |
| Podemos-Es Ahora Murcia-Equo                          | 4,54        | 9907        | 0           | 6,40  | 13 313 | 2          | 9,19  | 18 545 | 3          | —     | —       | —          | —     | —       | —          |
| Ciudadanos (CS)                                       | 1,72        | 3759        | 0           | 13,47 | 28 013 | 4          | 15,44 | 31 174 | 5          | —     | —       | —          | —     | —       | —          |
| Cambiemos Murcia-Izquierda Unida-Los Verdes (IULV)    | Con Podemos | Con Podemos | Con Podemos | 2,19  | 4558   | 0          | 9,06  | 18 288 | 3          | 7,80  | 15 812  | 2          | 5,78  | 11 525  | 1          |
| Unión Progreso y Democracia (UPyD)                    | —           | —           | —           | —     | —      | —          | 2,91  | 5875   | 0          | 6,17  | 12 506  | 2          | —     | —       | —          |

## Evolución de la deuda viva municipal
El concepto de deuda viva contempla sólo las deudas con cajas y bancos relativas a créditos financieros, valores de renta fija y préstamos o créditos transferidos a terceros, excluyéndose, por tanto, la deuda comercial.
| Gráfica de evolución de la deuda viva del Ayuntamiento entre 2008 y 2023                         |
|                                                                                                  |
| Deuda viva del Ayuntamiento de Murcia, en miles de euros, según datos del Ministerio de Hacienda |